# Gilda (film)
Gilda je americký film z roku 1946, který natočil režisér Charles Vidor. V hlavních rolích hráli Rita Hayworthová jako femme fatale a Glenn Ford jako mladý podvodník. Na filmu se podíleli například kameraman Rudolph Maté, který je znám pro své rozsáhlé dílo, kostýmní návrhář Jean Louis (šaty pro Ritu Hayworthovou, především pro její taneční čísla), a Jack Cole jako choreograf písní „Put the Blame on Mame“ a „Amado Mio“, které nazpívala Anita Ellis. V roce 2013 byl film vybrán pro uchování v Národním filmovém registru (anglicky National Film Registry) v knihovně Kongresu jako „kulturně, historicky nebo esteticky významný“ film.

## Děj

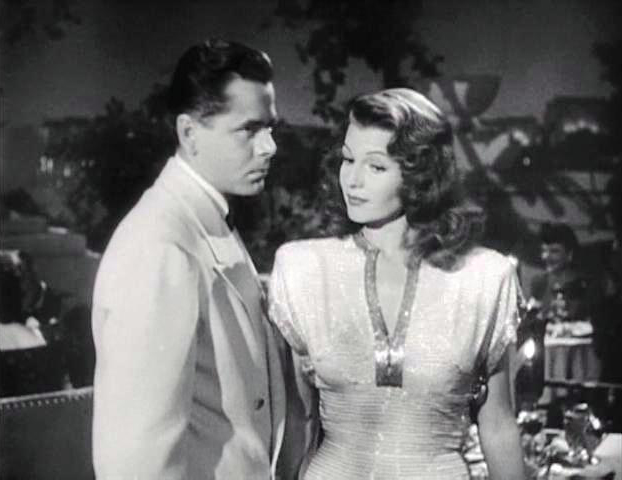
Glenn Ford a Rita Hayworthová

Johnny Farrell (Glenn Ford), americký hazardní hráč, který nedávno přijel do argentinského Buenos Aires, vyhraje spoustu peněz, když podvádí při hře craps. Později je zachráněn Ballinem Mundsonem (George Macready), když se jej někdo pokusí okrást. Mundson mu vypráví o nelegálním luxusním kasinu, ale varuje ho, aby tam raději nechodil. Farrell ignoruje jeho radu, do zmíněného kasina se vypraví, podvádí při blackjacku a je zadržen dvěma muži, kteří pracují pro majitele kasina, kterým se ukáže být Mundson. Farrell hovoří s Mundsonem, nabídne se mu, aby jej najal a vcelku rychle si získá jeho důvěru. Na scéně se objevuje jeho strýc Pio (Steven Geray), neohrožený umývač toalet, který mu stále volá a představuje se jako, „pan Peasant“.

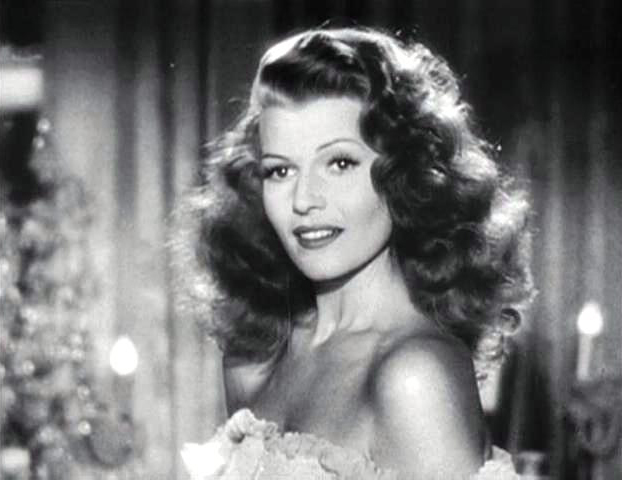
Gilda v traileru

Jednoho dne se Mundson vrací z výletu se svou krásnou a temperamentní novomanželkou Gildou (Rita Hayworthová). Je okamžitě zřejmé, že Johnny a Gilda měli spolu románek, který skončil špatně. Když se jich na to Mundson zeptá, oba to popírají. Johnny navštíví Gildu v její ložnici, kterou sdílí se svým manželem a zde dojde k hádce. I když není zcela jasné, kolik toho Mundson ví o Gildině a Johnnyho minulém vztahu, zdá se, že je v nevědomosti, když pověřuje Farrella, aby dohlížel na Gildu. Mezi Johnnym a Gildou panuje nenávist, Gilda flirtuje s muži s čím dál více očividným úsilím naštvat Johnnyho, on je stále více uražený a zlomyslný. Gilda je uvězněna muži, kteří po ní touží, zneužívají a trestají ji.
Mundsona navštíví dva němečtí podnikatelé. Jejich tajná organizace financovala wolframový kartel, kde vše bylo zapsáno na Mundsonovo jméno, aby se zakrylo jejich vlastnictví a spojení s ním. Nyní však došli k rozhodnutí, že teď, po konci druhé světové války, je čas vzít si kartel zpět. Mundson odmítá převést vlastnictví na jeho podporovatele. Argentinská policie se zajímá o tyto dva Němce; vládní agent Obregon (Joseph Calleia) se seznámí s Farrellem, aby se pokusil získat informace, ale on o Mundsonových operacích nic neví. Když se němečtí podnikatelé později vrátí, Mundson jednoho z nich zabije.
Mezi Farrellem a Gildou dojde k další konfrontaci, která začíná vyřčením toho, jak jeden druhého nenávidí a končí vášnivým líbáním. Mundson je toho svědkem, nasedne do čekajícího letadla a uteče ze země. Farrell a Obregon jsou svědky jeho krátkého letu; letadlo exploduje krátce po vzletu a padá do moře. Farrell dochází k závěru, že Mundsen spáchal sebevraždu, neví však, že se Mundson dostal do obtíží a musel zinscenovat svou vlastní smrt.

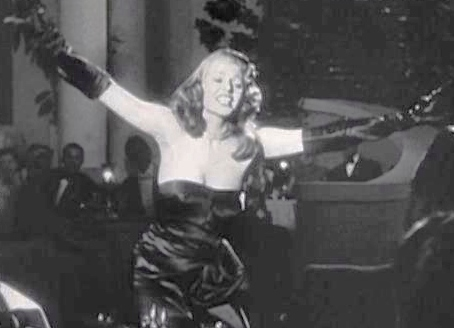
Kostýmní výtvarník Jean Louis prohlásil, že černé šaty bez ramínek, které nosila Rita Hayworthová ve filmu byly nejslavnějšími šaty, které kdy udělal

Gilda zdědí jeho majetek. Johnny a ona se okamžitě vezmou. Zatímco Gilda si jej bere pro lásku, Johnny proto, aby se pomstil za její zradu, když si vzala Mundsona. Drží si od ní odstup, hlídá jí dnem a nocí, ale jen z pohrdání a loajalitě vůči Mundsonovi. Gilda se několikrát pokouší uniknout dusivému manželství, ale Johnny, nyní bohatý a mocný, zmaří každý její pokus a vytvoří v manželství situaci, která se pro ní rovná pobytu ve vězení. Obregon zabaví kasino a informuje Farrella, že Gilda mu nikdy nebyla s Mundsonem nevěrná a přiměje Farrella, aby se s ní pokusil smířit.
V tu chvíli se Mundson znovu objeví, má zbraň, kterou je chce oba zabít, ale strýc Pio jej smrtelně bodne do zad. Obregon vše zahlédne, Johnny se snaží na sebe stáhnout vinu za vraždu. Strýček Pio říká Johnnymu, že je opravdovým gentlemanem, a zároveň trvá na tom, že Mundsona zabil právě on. Obregon však nechce nikoho zatknout, protože Mundson je již vlastně právně mrtvý. Farrell dává Obregonovi usvědčující dokumenty z Mundsonova sejfu. Farrell a Gilda se konečně usmíří, omlouvají se za těch mnoho emocionálních ran, které si navzájem způsobili.

## Obsazení
| Rita Hayworthová | Gilda Mundson, později Gilda Mundson Farrell  |
| Glenn Ford       | Johnny Farrell, a vyprávěč                    |
| George Macready  | Ballin Mundson                                |
| Joseph Calleia   | detektiv Maurice Obregon                      |
| Steven Geray     | strýček Pio                                   |
| Joe Sawyer       | Casey                                         |
| Gerald Mohr      | kapitán Delgado                               |
| Mark Roberts     | Gabe Evans                                    |
| Ludwig Donath    | Němec                                         |
| Don Douglas      | Thomas Langford                               |
| Lionel Royce     | Němec                                         |
| George J. Lewis  | Huerta                                        |
| Anita Ellis      | zpěvačka, která nazpívala písně postavy Gildy |

## Produkce
Film byl natáčen od 4. září do 10. prosince 1945.

## Kritika
Když byl film uveden poprvé, zaměstnancům časopisu Variety se film líbil a napsali: „Hayworthová je nejvíce okouzlující. Produkce vytvořila jemný s.a. a to bylo velmi zdařilé. Glenn Ford je vis-a-vis, vzhledem ke své první roli za posledních několik let. Gilda má samozřejmě nákladnou výrobu – a patřičně to dokazuje! Směr filmu je nudný, ale to je nejspíše chyba scenáristů.
Film se promítal na filmovém festivalu v Cannes v roce 1946.
Filmový kritik Emanuel Levy napsal pozitivní recenzi: „Rita Hayworthová se ve filmu představila ve své nejlepší kondici. Film Gilda, který byl schválený k natáčení těsně po konci WWII, čerpal hodně ze zvláštní energie, která byla vytvořena díky různé směsici žánrů a způsobu, jakým se jeho postavy vzájemně ovlivňovaly ... Film Gilda byl kombinací mezi dobrodružstvím tvrdých filmů noir a koláží „ženských fotografií“ ze čtyřicátých let. Film byl promyšlený s moderním pohledem a byl pozoruhodný ve způsobu, jakým se zabýval sexuálními problémy.“
Na Rotten Tomatoes 96 % kritiků dalo filmu pozitivní hodnocení, dle výsledku 25 recenzentů.

## Ocenění filmu
Na filmovém festivalu v Cannes v roce 1946 získal Charles Vidor cenu Grand Prix.

## Operace Crossroads (jaderný test)
V době, kdy byl film Gilda uveden do kin a promítán, bylo nahlášeno rozsáhlé testování jaderných bomb u atolu Bikini, v Tichém oceánu u Marshallových ostrovů. Zde byla otestována jedna bomba, která nesla podobiznu Rity Hayworthové jako odkaz na její status „sexbomby“. V pořadí čtvrtá atomová bomba, která měla být odpálena, měla na sobě přilepenou fotografií Rity Hayworthové z časopisu Esquire, z června 1946. Nad ní byl dvoupalcovými tiskacími písmeny nápis „Gilda“. Ačkoli bylo toto gesto provedeno jako kompliment, Rita Hayworthová tím byla hluboce uražena.

## Memorabilie
Dvoudílný kostým, který měla Rita Hayworthová při zpěvu písně „Amado Mio” v záběrech z nočního klubu byl nabídnut jako součást „Darů TCM ... Není žádné jiné místo, jako Hollywood“ (anglicky „TCM Presents ... There's No Place Like Hollywood“) na aukci 24. listopadu 2014, v aukční síni Bonhams v New Yorku. Odhadovalo se, že prodej vynese mezi 40.000$ až 60.000$, kostým byl prodán za 161.000$.

## Domácí video
V lednu 2016 byla vydána kolekce Criterion Collection (anglicky The Criterion Collection) s verzí filmu Gilda na DVD a Blu-ray Disc, která obsahovala novou 2K verzi filmu, s nekomprimovanou monofonní zvukovou stopou ve verzi Blu-ray Disc.

## Galerie

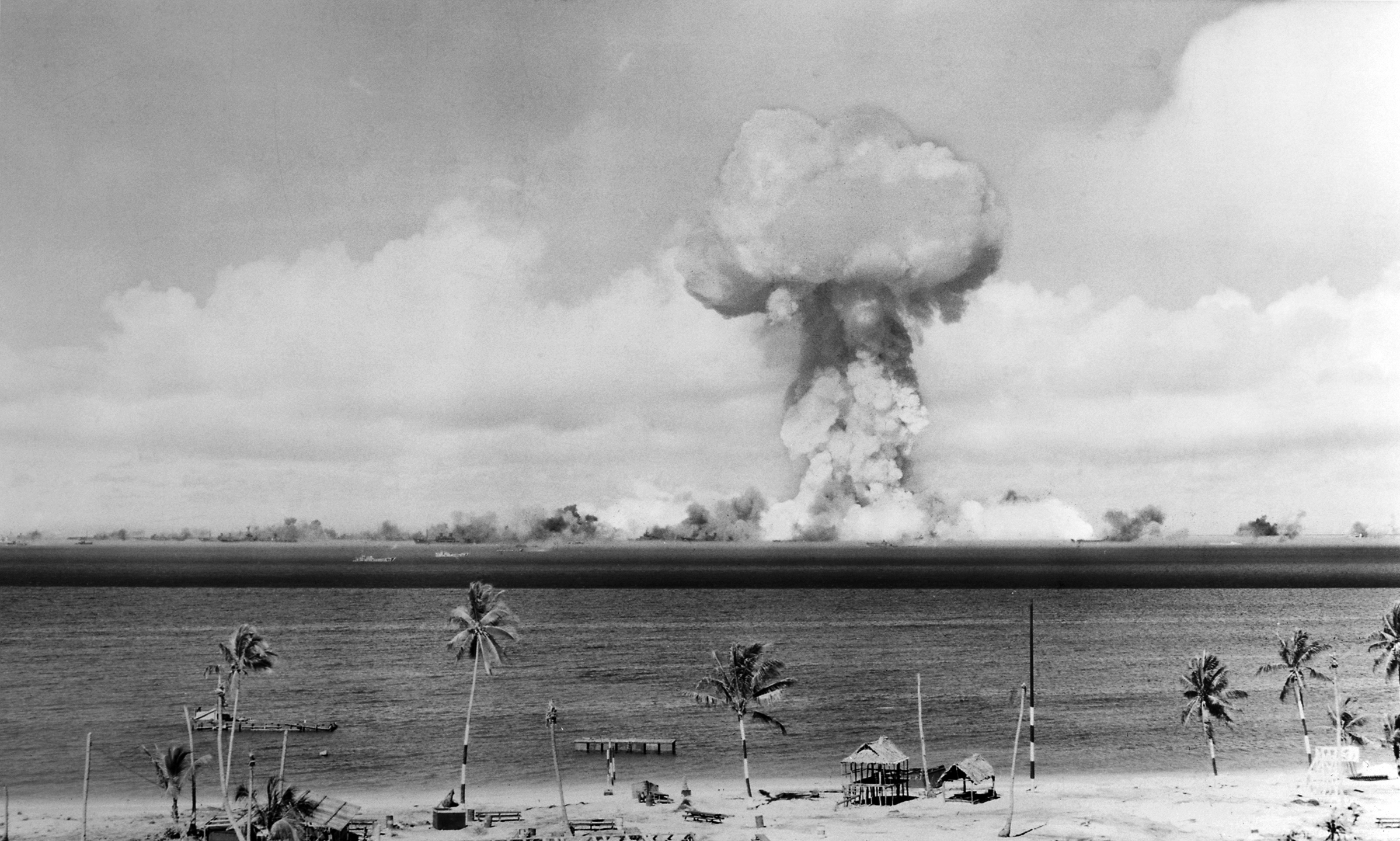
Gilda se nazývala 23 kilotunová jaderná bomba, odpálená 1.7.1946 při operaci Crossroads, výbuch znám jako Able.
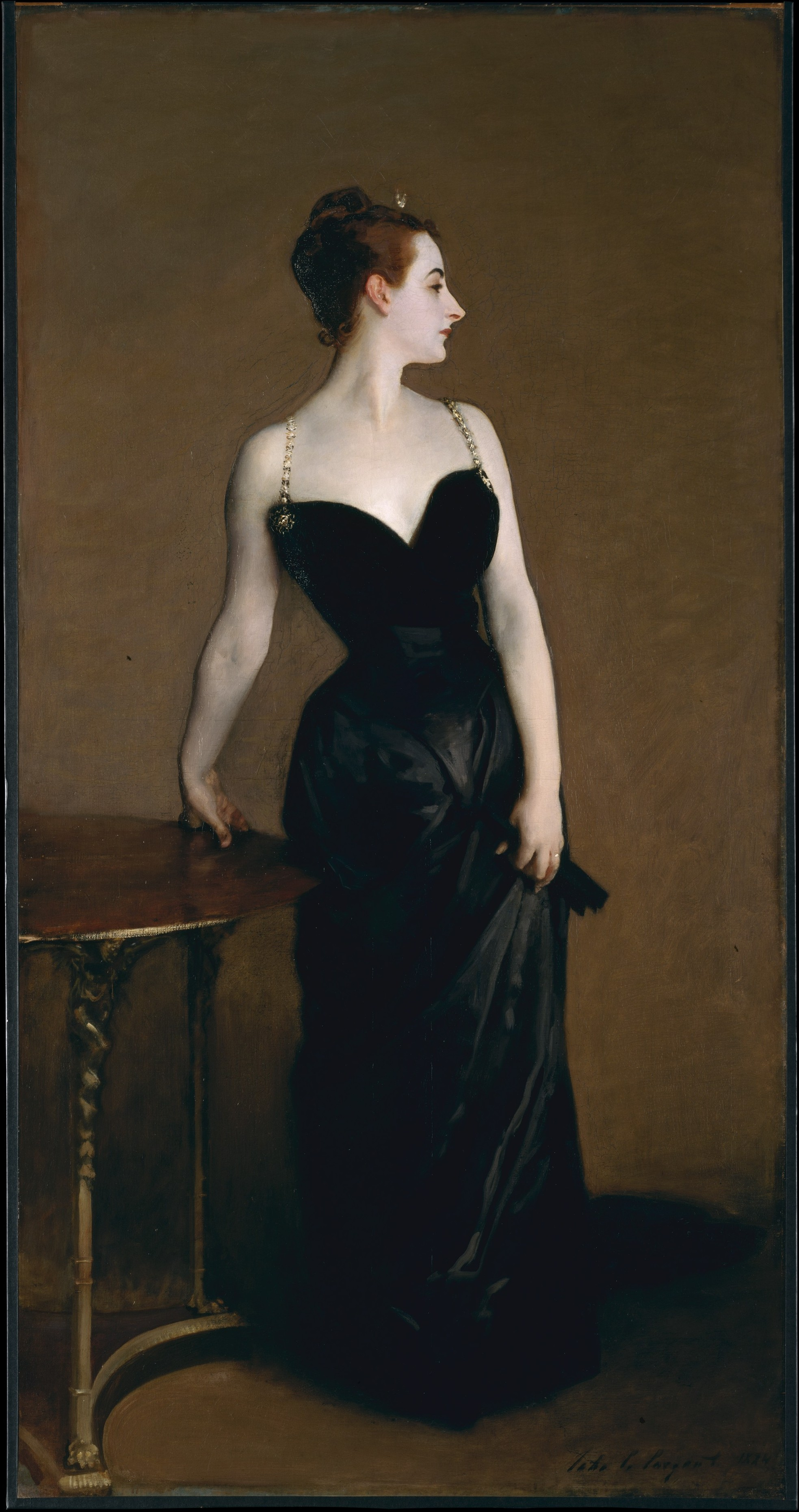
Obraz Madame X (Madame Pierre Gautreau), od Johna Singera Sargenta
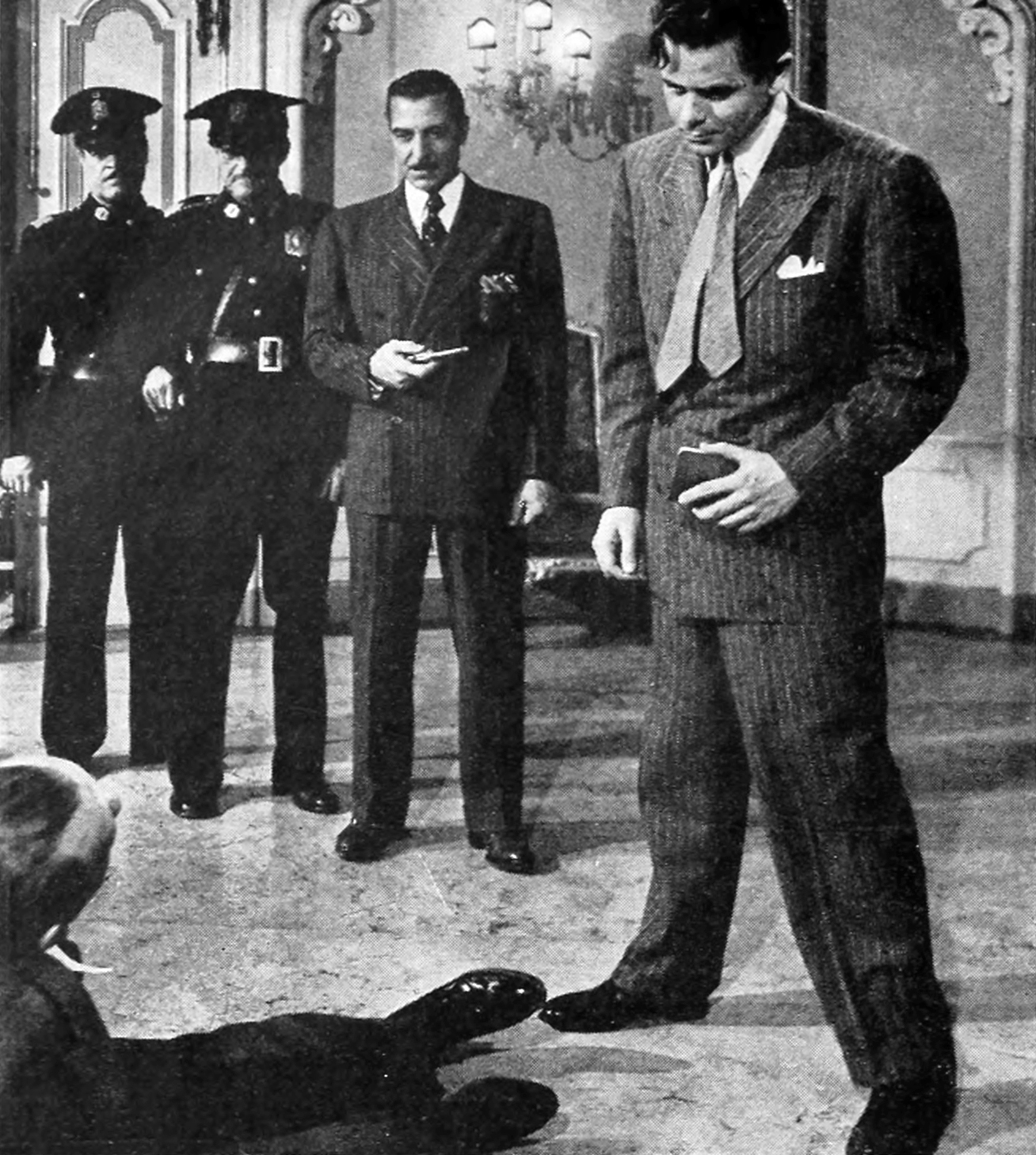
Propagační fotografie pro film Gilda, představovala Josepha Calleia a Glenna Forda.